# Campeonato Mundial de Basquetebol Feminino de 1983
O Campeonato Mundial de Basquetebol Feminino de 1983 foi a 9.ª edição do Campeonato Mundial de Basquetebol Feminino. Foi disputado no Brasil, organizado pela Federação Internacional de Basquetebol (FIBA) e pela Confederação Brasileira de Basquetebol.

## Locais de competição
| Cidade         | Local | Capacidade |
| -------------- | ----- | ---------- |
| São Paulo      |       |            |
| Brasília       |       |            |
| Porto Alegre   |       |            |
| Rio de Janeiro |       |            |

## Equipes participantes
| América        | Europa          | Ásia          | Oceania   | África |
| -------------- | --------------- | ------------- | --------- | ------ |
| Estados Unidos | União Soviética | Coreia do Sul | Austrália | Zaire  |
| Brasil         | Bulgária        | Japão         |           |        |
| Cuba           | Polônia         | China         |           |        |
| Canadá         | Iugoslávia      |               |           |        |
| Peru           |                 |               |           |        |

## Fase preliminar
Os dois primeiros de cada grupo, além do Brasil, país organizador, e dos Estados Unidos, defensores do título, classificaram-se à fase final. Os dois primeiros dessa fase disputaram o título, enquanto o terceiro e o quarto disputaram o bronze.
| Grupo A (Brasília) |               |     |   |   |    |    |    |
|                    | Equipe        | Pts | V | D | PP | PC | SP |
| 1                  | Coreia do Sul | 6   | 3 | 0 |    |    |    |
| 2                  | Bulgária      | 5   | 2 | 1 |    |    |    |
| 3                  | Cuba          | 4   | 1 | 3 |    |    |    |
| 4                  | Peru          | 3   | 0 | 3 |    |    |    |

|  | Cuba     | 67 | 77 | Coreia do Sul |
|  | Peru     | 44 | 90 | Bulgária      |
|  | Cuba     | 60 | 76 | Bulgária      |
|  | Peru     | 49 | 89 | Coreia do Sul |
|  | Cuba     | 92 | 55 | Peru          |
|  | Bulgária | 55 | 59 | Coreia do Sul |

| Grupo B (Rio de Janeiro) |            |     |   |   |    |    |    |
|                          | Equipe     | Pts | V | D | PP | PC | SP |
| 1                        | Polônia    | 6   | 3 | 0 |    |    |    |
| 2                        | Iugoslávia | 5   | 2 | 1 |    |    |    |
| 3                        | Austrália  | 4   | 1 | 2 |    |    |    |
| 4                        | Japão      | 3   | 0 | 3 |    |    |    |

|  | Austrália  | 66 | 73 | Polônia    |
|  | Iugoslávia | 90 | 58 | Japão      |
|  | Austrália  | 84 | 58 | Japão      |
|  | Polônia    | 58 | 50 | Iugoslávia |
|  | Austrália  | 71 | 87 | Iugoslávia |
|  | Japão      | 60 | 73 | Polônia    |

| Grupo C (Porto Alegre) |                 |     |   |   |    |    |    |
|                        | Equipe          | Pts | V | D | PP | PC | SP |
| 1                      | União Soviética | 6   | 3 | 0 |    |    |    |
| 2                      | China           | 5   | 2 | 1 |    |    |    |
| 3                      | Canadá          | 4   | 1 | 2 |    |    |    |
| 4                      | Zaire           | 3   | 0 | 3 |    |    |    |

|  | China           | 74  | 66 | Canadá          |
|  | União Soviética | 117 | 40 | Zaire           |
|  | China           | 90  | 47 | Zaire           |
|  | Canadá          | 62  | 85 | União Soviética |
|  | China           | 64  | 85 | União Soviética |
|  | Canadá          | 73  | 46 | Zaire           |

Legenda : Pts : número de pontos (a vitória vale 2 pontos, a derrota 1), V : número de vitórias, D : número de derrotas, PP : número de pontos pró, PC : número de pontos contra, SP : saldo de pontos.

## Fase de classificação (9.º-14.º lugar)
O resultado da partida entre duas equipes de uma mesmo grupo preliminar (A, B, C) é levado em conta.
|   |           |     |   |   |    |    |    |
|   | Equipe    | Pts | V | D | PP | PC | SP |
| 1 | Canadá    | 10  | 5 | 0 |    |    |    |
| 2 | Cuba      | 9   | 4 | 1 |    |    |    |
| 3 | Austrália | 8   | 3 | 2 |    |    |    |
| 4 | Japão     | 7   | 2 | 3 |    |    |    |
| 5 | Peru      | 6   | 1 | 4 |    |    |    |
| 6 | Zaire     | 5   | 0 | 5 |    |    |    |

|  | Zaire     | 58 | 74 | Peru      |
|  | Austrália | 53 | 56 | Canadá    |
|  | Cuba      | 85 | 67 | Japão     |
|  | Peru      | 66 | 92 | Austrália |
|  | Cuba      | 93 | 52 | Zaire     |
|  | Japão     | 52 | 71 | Canadá    |
|  | Zaire     | 63 | 86 | Austrália |
|  | Japão     | 67 | 54 | Peru      |
|  | Cuba      | 72 | 73 | Canadá    |
|  | Canadá    | 58 | 32 | Peru      |
|  | Japão     | 56 | 48 | Zaire     |
|  | Cuba      | 76 | 63 | Austrália |

## Fase final (1.º-8.º lugar)
O resultado da partida entre duas equipes de uma mesmo grupo preliminar (A, B, C) é levado em conta.
|   |                 |    |   |   |  |  |  |
| 1 | União Soviética | 14 | 7 | 0 |  |  |  |
| 2 | Estados Unidos  | 13 | 6 | 1 |  |  |  |
| 3 | China           | 10 | 3 | 4 |  |  |  |
| 4 | Coreia do Sul   | 10 | 3 | 4 |  |  |  |
| 5 | Brasil          | 10 | 3 | 4 |  |  |  |
| 6 | Bulgária        | 10 | 3 | 4 |  |  |  |
| 7 | Polônia         | 9  | 2 | 5 |  |  |  |
| 8 | Iugoslávia      | 8  | 1 | 6 |  |  |  |

|  | Estados Unidos  | 101(84) | 91(84) | China           |
|  | Polônia         | 44      | 70     | União Soviética |
|  | Brasil          | 74      | 60     | Iugoslávia      |
|  | Coreia do Sul   | 70      | 62     | Polônia         |
|  | Estados Unidos  | 92      | 49     | Iugoslávia      |
|  | Brasil          | 81      | 78     | Bulgária        |
|  | Brasil          | 71      | 72     | China           |
|  | Bulgária        | 71      | 57     | Polônia         |
|  | Estados Unidos  | 84      | 85     | União Soviética |
|  | União Soviética | 94      | 63     | Bulgária        |
|  | Iugoslávia      | 58      | 76     | China           |
|  | Brasil          | 79      | 80     | Coreia do Sul   |
|  | Estados Unidos  | 82      | 63     | Polônia         |
|  | União Soviética | 95      | 54     | Coreia do Sul   |
|  | China           | 64      | 73     | Bulgária        |
|  | Iugoslávia      | 64      | 98     | União Soviética |
|  | Coreia do Sul   | 69(61)  | 72(61) | China           |
|  | Brasil          | 78      | 109    | Estados Unidos  |
|  | Bulgária        | 78      | 73     | Iugoslávia      |
|  | Estados Unidos  | 82      | 66     | Coreia do Sul   |
|  | Brasil          | 84      | 72     | Polônia         |
|  | Iugoslávia      | 70      | 57     | Coreia do Sul   |
|  | Estados Unidos  | 99      | 77     | Bulgária        |
|  | China           | 75      | 83     | Polônia         |
|  | Brasil          | 75      | 99     | União Soviética |

### Terceiro Lugar
China
 71-63  Coreia do Sul

### Final
União Soviética
 84-82  Estados Unidos

## Classificação final
| Posição | Equipe          |
| ------- | --------------- |
| 1       | União Soviética |
| 2       | Estados Unidos  |
| 3       | China           |
| 4       | Coreia do Sul   |
| 5       | Brasil          |
| 6       | Bulgária        |
| 7       | Polônia         |
| 8       | Iugoslávia      |
| 9       | Canadá          |
| 10      | Cuba            |
| 11      | Austrália       |
| 12      | Japão           |
| 13      | Peru            |
| 14      | Zaire           |